# اودا، نارا
۳۴°۳۲′ شمالی ۱۳۵°۵۷′ شرقی / ۳۴٫۵۳۳°شمالی ۱۳۵٫۹۵۰°شرقی
اودا در استان نارا در کشور ژاپن  واقع شده‌است  که دارای جمعیت ۳۵٬۸۹۵ نفر و مساحت ۲۴۷٫۶۲ کیلومتر مربع با تراکم جمعیت ۱۴۵  نفر در کیلومترمربع است و در تاریخ ۱ ژانویه ۲۰۰۶ به عنوان شهر شناخته شد.